# Runes
Die Runes (im Oberlauf auch: Ruisseau de la Fageole) ist ein rechter Nebenfluss des Tarn in der Region Okzitanien im Süden von Frankreich.

## Flusslauf
Die Runes verläuft im Département Lozère. Sie ist kleiner Gebirgsfluss in den Cevennen. Die Runes entspringt im Nationalpark Cevennen, an der Südflanke des Mont Lozère, auf dem Gebiet der Gemeinde Fraissinet-de-Lozère, entwässert generell Richtung Süd bis Südwest und mündet nach acht Kilometern im Gemeindegebiet von Bédouès als rechter Nebenfluss in den Tarn.

## Orte am Fluss
- Runes, Gemeinde Fraissinet-de-Lozère
- Les Chabrières, Gemeinde Bédouès

## Sehenswürdigkeiten
- Wasserfall Cascade de Runes unterhalb des Ortes Runes mit 58 Metern Fallhöhe
- Burg Château de Miral an der Flussmündung